# Мотнуї/Вайтара – Таранакі
Мотнуї/Вайтара — Таранакі — система продуктопроводів призначена для видачі продукції двох виробничих майданчиків, які спорудили на західному узбережжі Північного острова Нової Зеландії.
У 1983-му почав роботу завод у Вайтара, що мав виробляти метанол високої чистоти (chemical grade). Відправку цієї продукції споживачам вирішили організувати через розташований південніше порт Таранакі, для чого проклали метанолопровід довжиною 27 кілометрів та діаметром 200 мм. Для перекачування метанолу спорудили дві насосні станції, що можуть доводити тиск до 4 МПа та забезпечувати перекачування до 430 м3/с.
У 1986-му почав роботу завод синтетичного пального в Мотунуї (приблизно за п'ять кілометрів на північ від Вайтара), від якого до все того ж порту Таранакі проклали продуктопровід діаметром 250 мм.
Метанолопровід завершується на портовому терміналі, який отримав два резервуари ємністю по 27 тисяч тонн, крім того, незадовго до порту він сполучений з додатковим сховищем Омата 1, що має два резервуари ємністю по 25 тисяч тонн. Від резервуарів до причалу (Newton King Wharf) веде перемичка діаметром 300 мм. Водночас кінцевим пунктом продуктопроводу для синтетичного пального стало сховище Омата 2 з двома резервуарами ємністю по 25 тисяч тонн, від якого до все того ж Newton King Wharf прокладена перемичка діаметром 450 мм.
Запуск заводу у Мотнуї припав на період падіння цін на нафту та, відповідно зменшенням комерційної привабливості виробництва синтетичного пального. Втім, технологічний процес Мотунуї передбачав випуск напівфабрикату — все того ж метанолу, хоча і більш низької якості, ніж у Вайтара. Тому в 1989-му Вайтара запустили додаткову установку дистиляції, до якої проклали перемичку діаметром 150 м від Мотунуї. Після очистки додаткові обсяги метанолу також відправлялись до Таранакі.
У середині 1990-х виробництво синтетичного палива взагалі припинили, натомість майданчик у Мотунуї теж отримав дистиляційні установки та зміг сам подавати до трубопровідної системи метанол якості chemical grade.